# Valerie Dore
Monica Stucchi (28 de maig de 1963), coneguda pel nom artístic de Valerie Dore, és una cantant italiana.

## Carrera
Monica Stucchi va néixer a Milà, Itàlia. Abans de fer carrera musical, va treballar com a dissenyadora gràfica. A començaments de la dècada de 1980 va liderar The Watermelon String Band, un conjunt de bluegrass dirigit per Bruno Guaitamacchi, que actuava en el circuit de clubs de Milà tocant el banjo.
El productor Roberto Gasparini va descobrir Stucchi amb 20 anys. Gasparini li va posar el nom artístic de Valerie Dore per millorar el seu atractiu internacional i va engegar la seva carrera en soliari. El primer senzill de Dore va ser "The Night" (1984), amb arranjaments de Lino Nicolosi. Va publicar els singles següents, "Get Closer" i "It's So Easy", el 1984 i el 1985, respectivament. Insegur de les habilitats vocals de Dore, Nicolosi va contractar cantants professionals, com la seva dona d'aleshores, Dora Carofiglio, i la seva germana Rossana Nicolosi (que en aquell moment eren membres de la banda de Nicolosi Novecento) per cantar en algunes d'aquestes cançons. El 1985, la revista setmanal italiana de notícies d'espectacles TV Sorrisi e Canzoni ("Somriures i Cançons de TV") va atorgar a Valerie Dore el premi a la millor artista novella de l'any. El mateix any, també va quedar segona al Festivalbar i va actuar com a convidada al programa Azzurro de Rai 2 i també a la televisió alemanya.
El 1986, Dore se sentia prou segura per cantar sempre ella mateixa. Va començar a treballar amb un nou equip de producció a Castello di Carimate en el que seria el seu primer àlbum, The Legend. Un equip format per Marco Tansini (música) i Simona Zanini (lletra) va escriure les deu cançons que Dore va interpretar per al disc.
El primer senzill de l'àlbum, "Lancelot", va ser un èxit a les llistes italianes. El segon senzill, "King Arthur", va tenir un èxit moderat a Europa, i van convidar Dore a actuar al programa musical italià Discoring. Altres cançons de l'àlbum que van sonar a la ràdio significativament van ser "The Magic Rain" i "Bow and Arrow".
El 1986, els lectors de TV Sorrisi e Canzoni van votar Dore com la sisena millor artista femenina d'Itàlia. L'any següent, Dore va tornar a canviar d'equip de producció per una disputa pels royalties i es va mudar a Londres per gravar el seu nou single, "Wrong Direction", amb coproducció del seu futur marit, Mauro Zavagli, per al nou segell MZM PRODUCTION (MauroZavagliMonica Production). El productor alemany Ralph Ruppert la va ajudar en l'estudi de gravació, i va col·laborar amb els músics Nick Beggs (de Kajagoogoo) i Mark Price. Malgrat tot, la gravació va tenir molt poca promoció i només va arribar al número 23 de les llistes d'èxits d'Itàlia.
Entre 1990 i 1991, Dore i Zavagli van viure a Madagascar, on van començar a col·laborar amb músics locals. Dore va pensar a gravar un àlbum a l'illa, però no va trobar prou suport per al projecte i finalment no va dur a cap la idea.
El 1992, el segell ZYX va publicar The Best of Valerie Dore amb uns quants bonus tracks, incloent-hi les versions ampliades dels seus èxits de ball "The Night", "Get Closer" i "It's So Easy", a més de dos remixs de "The Night" fets pel DJ Oliver Momm. El 1995, Zavagli i Dore es van traslladar a Arezzo (la Toscana), on Dore va començar a treballar com a antiquària i restauradora. La parella es va separar l'any 2000.

## Retorn
El novembre del 2006, després d'una pausa de 15 anys, Dore va gravar una nova cançó, "How do I get to Mars?". El 2007 es va convertir en una activista contra el tabaquisme. En una entrevista a Radio 24, va revelar que feia 15 anys que fumava i que aquest l'hàbit li havia afectat la veu. El 2007 va gravar més material a l'estudi de casa seva, que finalment es va publicar el 2014 al disc Greatest Hits & Remixes.

## Discografia

### Senzills
- 1984 - "The Night" [#14 Itàlia, #8 Suïssa, #5 Alemanya, #23 França, #29 Àustria]
- 1984 - "Get Closer" [#12 Alemanya, #12 Itàlia, #11 Suïssa, #33 França]
- 1985 - "It's So Easy" [#13 Itàlia, #10 Suïssa, #51 Alemanya]
- 1985 - "It's So Easy In The Night To Get Closer (Megamix)"
- 1986 - "Bow & Arrow"
- 1986 - "The Wizard"
- 1986 - "The Magic Rain"
- 1986 - "Guinnevere"
- 1986 - "King Arthur" [#26 Itàlia, #24 Suïssa]
- 1986 - "Lancelot" [#9 Itàlia, #36 Alemanya, #10 Suïssa]
- 1986 - "King Arthur"/"The Battle"
- 1987 - "The Sword Inside The Heart"
- 1987 - "The End Of The Story"
- 1988 - "On The Run"
- 1988 - "Wrong Direction" [#23 Itàlia]
- 2006 - "How do I get to Mars?"

### Àlbums
- 1986 - The Legend
- 1992 - The Best of Valerie Dore
- 2014 - Greatest Hits & Remixes